# 石川慎吾
石川 慎吾（いしかわ しんご、1993年4月27日 - ）は、大阪府堺市中区出身のプロ野球選手（外野手）。右投右打。千葉ロッテマリーンズ所属。
愛称は「ダイナマイト・シンゴ」（詳細後述）。

## 経歴

### プロ入り前
堺市立東陶器小学校1年時からソフトボールを始め、3年時から軟式野球の野田ホークスに所属。
中学時代はジュニアホークスボーイズに所属。
中学時代は通算で2本しか本塁打を打っていなかったが、東大阪大柏原高に入り、自分なりのタイミングの取り方を掴むと本塁打を量産する。
主将となり挑んだ3年時の夏は、大阪府予選決勝の大阪桐蔭高戦で一時は最大5点差をつけられるも、最後は押し出し死球でサヨナラ勝ちを収め、同校初の甲子園出場を果たした。
第93回全国高等学校野球選手権大会では、2回戦の如水館高に延長10回の末4-7で敗れた。この時、千葉ロッテでチームメイトとなる坂本光士郎と対戦している。
2011年10月27日に行われたドラフト会議では、北海道日本ハムファイターズから3位指名を受け、同年11月17日、契約金4000万円、年俸550万円（金額は推定）で契約した。背番号は49。

### 日本ハム時代

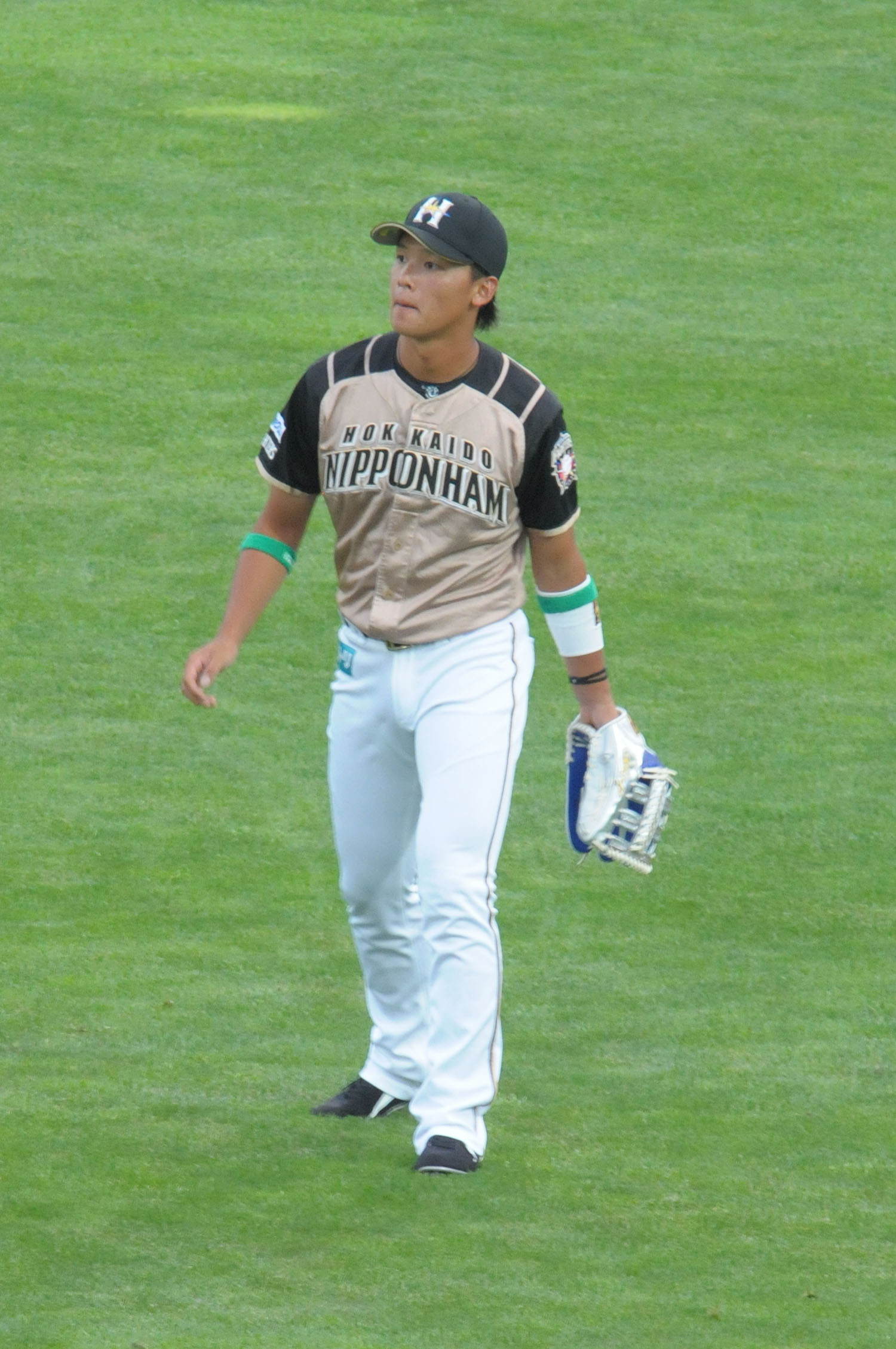
日本ハム時代
（2013年7月18日、こまちスタジアムにて）

2012年は、二軍で打率.254を記録、二塁打はチーム最多の14本放った。
2013年は、7月18日のフレッシュオールスターで「8番・右翼手」で先発出場、3打数2安打2打点を挙げて、優秀選手賞を獲得した。負傷離脱した中田翔に代わって、8月22日にプロ初昇格を果たした。二軍ではイースタン・リーグ2位の14本塁打を打った。
2014年は、4月17日に一軍昇格を果たし、同日の対オリックス・バファローズ6回戦（ほっともっとフィールド神戸）で井川慶から中前打で出塁し、初得点も記録した。5月20日の対中日ドラゴンズ1回戦（札幌ドーム）では、石井裕也の代打で出場し、ネルソン・パヤノから決勝弾となる2点本塁打を打った。
2015年は、43試合に出場し、打率.207、2本塁打、11打点を記録した。
2016年は、12試合に出場し、打率.074、0本塁打、1打点と成績を落とした。

### 巨人時代
2016年シーズンオフの11月2日、大田泰示・公文克彦との交換トレードで吉川光夫と共に読売ジャイアンツへ移籍。11月4日、吉川と共に入団記者会見を行った。背番号は日本ハム時代と同じ49。

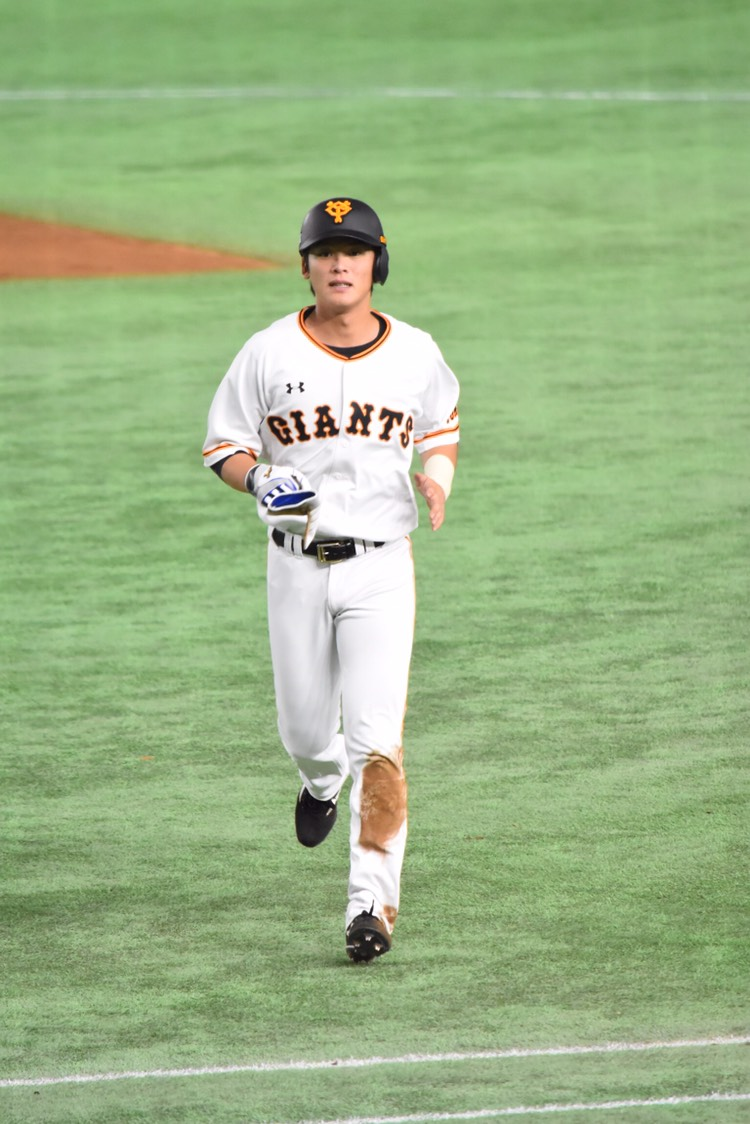
読売ジャイアンツ時代
（2017年9月17日 東京ドーム）

2017年は、開幕一軍入りを果たした。当初は代打中心の起用だったが、4月14日に移籍後初安打を打つと、その後は長野久義が不振に陥ったことによって先発出場する機会が増えた。4月28日の東京ヤクルトスワローズ戦（神宮）では、石川雅規から2年ぶりの本塁打、またプロ初の猛打賞も記録し、ヒーローインタビューを受けた。6月25日の中日戦では田島慎二からプロ初のサヨナラ安打を打った。シーズン全体でも99試合出場、57安打、5本塁打、20打点と移籍1年目でほとんどの部門でキャリアハイを記録した。オフに、1500万円増の推定年俸2500万円で契約を更改した。
2018年は、春のキャンプから二軍暮らしが続き、一軍昇格はオールスター明けと出遅れた。最終的に一軍では17試合出場、打率.192・本塁打0・打点0と結果を残せなかったが、イースタン・リーグでは、打率.336・12本塁打・52打点・出塁率.412を記録。規定打席未到達も野球規則9.22(a)により首位打者と最高出塁率の二冠を獲得。原辰徳監督から秋季キャンプの野手キャプテンに指名された。オフに、400万円減の推定年俸2100万円で契約を更改。また、翌年から背番号を36に変更することも発表された。
2019年は、開幕一軍入りを果たすも、4月4日に登録抹消。10日後の4月14日に再昇格すると、4月20日の阪神タイガース戦では先発出場し、2年ぶりに本塁打を打った。8月24日の横浜DeNAベイスターズ戦では延長11回に代打として出場し、エドウィン・エスコバーからプロ初となるサヨナラ2点本塁打を打ち、チームにマジック20を点灯させた。8月30日の阪神戦では途中出場ながら2年ぶりにプロ2度目の猛打賞を記録する。シーズンでは18安打ながら4本塁打、10打点を記録し、4本塁打中3本が阪神戦で、対戦打率も.474を記録し、虎キラーぶりを発揮した。また、対左投手では打率.293を記録したが、対右投手では打率.083と課題を残した。オフに、300万円増の推定年俸2400万円で契約を更改した。
2020年も開幕一軍入り。主に代打として43試合に出場し、打率.244、2本塁打、7打点を記録。オフに、400万円減の推定年俸2000万円で契約を更改した。
2021年の春季キャンプでは、シーズン中の「捕手減少の危機」に備えて、捕手練習も行った。
2022年は、6月23日のDeNA戦でシーズン初先発出場。8月10日の中日戦では、1か月ぶりのスタメン起用で適時打を放った。この年は代打などの途中出場が中心で、22試合に出場し、打率.276の成績だった。
2023年は、7月2日時点で、イースタン・リーグで47試合に出場し、打率.358、4本塁打を記録していたが、一軍での出場機会はなかった。

### ロッテ時代
2023年7月3日、小沼健太とのトレードにより千葉ロッテマリーンズに移籍することが発表された。背番号は小沼が着けていた50。荻野貴司、髙部瑛斗などの負傷により手薄となった外野手の補強を望むロッテと、中継ぎ陣の補強を望む巨人の思惑が一致した形となった。同姓に石川歩が在籍しているため、スコアボードは『石川慎』、背ネームは『S.ISHIKAWA』となった。トレード翌日の4日に一軍登録され、6日の対西武戦（東京ドーム）で、代打として同年初出場すると、森脇亮介から移籍後初安打を打った。なお、この試合では大隣憲司二軍投手コーチのユニフォームを借りて出場した。代打や対左投手時の先発として起用を中心に出番をつかみ、移籍後初先発出場となった対ソフトバンク戦（PayPayドーム）では移籍後初本塁打を記録した。9月30日の対西武戦（千葉マリン）で佐藤隼輔からサヨナラ二塁打を放った。その後は主に角中勝也との併用で左翼を守りながら対左投手時に3番打者や5番打者を務め、打率.348を記録した。
2024年は足のコンディションが悪く、守備面への影響を考慮されて開幕二軍スタート。イースタン・リーグでは打率.343、13打点を記録し、4月25日に出場選手登録されたが、その後は登録抹消と再登録を3度繰り返し、この年は33試合の出場で打率.211、1本塁打、5打点という成績にとどまった。なお、二軍公式戦では9月20日の試合で通算822安打を放ち、歴代最多記録を更新した。オフに200万円減となる推定年俸2600万円で契約を更改した。
2025年は、福岡ソフトバンクホークスから石川柊太がFAで入団したことに伴い、石川歩も含めて、同姓の選手が3人となった。石川柊太が「S.ISHIKAWA」の表記を使うことで、背ネーム表記が「SHINGO.I」に変更となった。

## 選手としての特徴
高校通算55本塁打の打撃に加え、50メートル6秒1、遠投105メートルの俊足強肩である。
小学5年時に参加した野球教室で講師役を務めた巨人時代の清原和博から、「お前、ええ筋肉しとるな」と小学生離れした肉体を絶賛されるほどの天性の筋力とフルスイングが持ち味。
小谷野栄一（本塁打が少ないが、打点王を獲得）のようなチャンスに強い打者を目指している。
高校1年時は三塁手、2年時は一塁手、3年時は捕手とポジションを転々としており、2017年4月18日のスポーツ報知では高校時代の経験を生かして緊急時の捕手として練習を行う記事が掲載された。2021年2月22日の春季キャンプ中の紅白戦では捕手として試合に出場した。
3年時夏の大阪府予選4回戦から打撃に集中させたいという監督の意向から現在のポジションの外野手にコンバートされた。
2019年シーズン、わずか76打席ながら、4月20日の1号2点本塁打はその試合唯一の得点で決勝点となる先制本塁打、8月24日の3号2点本塁打はマジック20点灯となる11回代打サヨナラ弾、9月15日の4号ソロ本塁打は後の逆転勝利につなげる看板の上を直撃する超特大弾と記憶に残る一打が多かった。巨人ファンが選ぶ今シーズン印象に残った選手では石川が坂本勇人、丸佳浩に次ぐ第3位、ファンが選ぶ名シーンベスト10では8月24日のサヨナラ弾が第1位に選ばれた。

## 人物
愛称である「ダイナマイト・シンゴ」は、パンチ力のある打撃にあやかり付けられた。端整な顔立ちの持ち主で、メディアなどで球界屈指のイケメンと称されている。巨人時代の2018年の秋季練習初日、原辰徳監督からスター性があると評された。
日本ハム時代は同い年の松本剛、近藤健介、上沢直之とも仲が良く、4人で一軍の試合に出ることが1つの目標だった。1学年上の西川遥輝とも仲が良く、巨人移籍後も共に自主トレを行っていた。巨人移籍後は同じ堺市出身で4学年上の小林誠司と自主トレ期間に毎日連絡を取るほど仲が良い。
堺市にある実家は「居酒屋 いし川」という店を営んている。子供の頃はゲームをするより外で走り回るのが好きで、野球の練習は両親に言われなくても自分でやっていた。しかし、2017年のテレビインタビューでは、自らを「鬼のインドア派」と評している。
子供の頃の憧れの選手は井川慶。井川は左投げだが、青いグローブをつけたり投げる真似をしたりしてなりきっていた。プロ初安打は、その井川から打っている。
書道8段、硬筆6段である。一緒に書道教室に通っていた姉は師範代。とても厳しい先生であったので途中で辞めようと思ったが母から小学校卒業までやるように言われ、小学校の6年間やり抜いた。高校の野球部では監督との交換ノートを行っていた際に「字がきれいだ」と評された。
ロッテ移籍後の応援歌はかつて神戸拓光が使用していたものが採用されている。2024年からはカルメラの「鍋屋横丁の夜明け」を原曲とした応援歌に変更された。

## 詳細情報

### 年度別打撃成績
| 年 度      | 球 団      | 試 合 | 打 席 | 打 数 | 得 点 | 安 打 | 二 塁 打 | 三 塁 打 | 本 塁 打 | 塁 打 | 打 点 | 盗 塁 | 盗 塁 死 | 犠 打 | 犠 飛 | 四 球 | 敬 遠 | 死 球 | 三 振 | 併 殺 打 | 打 率 | 出 塁 率 | 長 打 率 | O P S |
| ---------- | ---------- | ----- | ----- | ----- | ----- | ----- | -------- | -------- | -------- | ----- | ----- | ----- | -------- | ----- | ----- | ----- | ----- | ----- | ----- | -------- | ----- | -------- | -------- | ----- |
| 2013       | 日本ハム   | 4     | 5     | 5     | 0     | 0     | 0        | 0        | 0        | 0     | 0     | 0     | 0        | 0     | 0     | 0     | 0     | 0     | 3     | 0        | .000  | .000     | .000     | .000  |
| 2014       | 日本ハム   | 44    | 93    | 83    | 11    | 19    | 3        | 0        | 1        | 25    | 11    | 0     | 1        | 4     | 0     | 5     | 0     | 1     | 25    | 1        | .229  | .281     | .301     | .582  |
| 2015       | 日本ハム   | 43    | 99    | 87    | 11    | 18    | 4        | 1        | 2        | 30    | 11    | 1     | 1        | 2     | 0     | 9     | 0     | 1     | 11    | 2        | .207  | .289     | .345     | .633  |
| 2016       | 日本ハム   | 12    | 28    | 27    | 0     | 2     | 0        | 0        | 0        | 2     | 1     | 0     | 0        | 1     | 0     | 0     | 0     | 0     | 5     | 1        | .074  | .074     | .074     | .148  |
| 2017       | 巨人       | 99    | 251   | 236   | 21    | 57    | 12       | 3        | 5        | 90    | 20    | 2     | 0        | 0     | 0     | 13    | 0     | 2     | 51    | 8        | .242  | .287     | .381     | .668  |
| 2018       | 巨人       | 17    | 28    | 26    | 1     | 5     | 1        | 1        | 0        | 8     | 0     | 0     | 0        | 0     | 0     | 2     | 0     | 0     | 6     | 1        | .192  | .250     | .308     | .558  |
| 2019       | 巨人       | 55    | 76    | 70    | 12    | 18    | 2        | 0        | 4        | 32    | 10    | 0     | 0        | 0     | 0     | 6     | 1     | 0     | 14    | 2        | .257  | .316     | .457     | .773  |
| 2020       | 巨人       | 43    | 47    | 45    | 2     | 11    | 1        | 0        | 2        | 18    | 7     | 0     | 0        | 0     | 0     | 2     | 0     | 0     | 12    | 1        | .244  | .277     | .400     | .677  |
| 2021       | 巨人       | 26    | 41    | 37    | 3     | 7     | 2        | 0        | 0        | 9     | 0     | 0     | 1        | 0     | 0     | 4     | 0     | 0     | 8     | 1        | .189  | .268     | .243     | .512  |
| 2022       | 巨人       | 22    | 32    | 29    | 3     | 8     | 3        | 0        | 0        | 11    | 2     | 0     | 0        | 0     | 0     | 3     | 1     | 0     | 9     | 0        | .276  | .344     | .379     | .723  |
| 2023       | ロッテ     | 44    | 118   | 112   | 10    | 39    | 6        | 0        | 2        | 51    | 10    | 0     | 0        | 0     | 0     | 6     | 1     | 0     | 20    | 2        | .348  | .381     | .455     | .837  |
| 2024       | ロッテ     | 33    | 93    | 90    | 2     | 19    | 3        | 0        | 1        | 25    | 5     | 0     | 0        | 0     | 0     | 3     | 0     | 0     | 19    | 3        | .211  | .237     | .278     | .514  |
| 通算：12年 | 通算：12年 | 442   | 911   | 847   | 76    | 203   | 37       | 5        | 17       | 301   | 77    | 3     | 3        | 7     | 0     | 53    | 3     | 4     | 183   | 22       | .240  | .288     | .355     | .643  |

- 2024年度シーズン終了時

### 年度別守備成績
| 年 度 | 球 団    | 外野  | 外野  | 外野  | 外野  | 外野  | 外野     |
| 年 度 | 球 団    | 試 合 | 刺 殺 | 補 殺 | 失 策 | 併 殺 | 守 備 率 |
| ----- | -------- | ----- | ----- | ----- | ----- | ----- | -------- |
| 2013  | 日本ハム | 4     | 0     | 0     | 0     | 0     | ----     |
| 2014  | 日本ハム | 39    | 40    | 0     | 1     | 0     | .976     |
| 2015  | 日本ハム | 38    | 41    | 1     | 1     | 0     | .977     |
| 2016  | 日本ハム | 8     | 9     | 0     | 0     | 0     | 1.000    |
| 2017  | 巨人     | 65    | 83    | 2     | 0     | 1     | 1.000    |
| 2018  | 巨人     | 6     | 8     | 0     | 0     | 0     | 1.000    |
| 2019  | 巨人     | 25    | 10    | 0     | 0     | 0     | 1.000    |
| 2020  | 巨人     | 18    | 6     | 1     | 0     | 0     | 1.000    |
| 2021  | 巨人     | 14    | 6     | 0     | 0     | 0     | 1.000    |
| 2022  | 巨人     | 11    | 10    | 1     | 0     | 0     | 1.000    |
| 2023  | ロッテ   | 28    | 46    | 1     | 0     | 0     | 1.000    |
| 2024  | ロッテ   | 11    | 14    | 0     | 2     | 0     | .875     |
| 通算  | 通算     | 267   | 273   | 6     | 4     | 1     | .985     |

- 2024年度シーズン終了時

### 表彰
- 月間サヨナラ賞：1回（2019年8月）

### 記録
初記録
- 初出場：2013年8月22日、対東北楽天ゴールデンイーグルス17回戦（日本製紙クリネックススタジアム宮城）、6回裏に近藤健介に代わり右翼手で出場
- 初打席：同上、8回表に上園啓史から空振り三振
- 初先発出場：2013年8月23日、対オリックス・バファローズ16回戦（京セラドーム大阪）、「8番・右翼手」で先発出場
- 初安打：2014年4月17日、対オリックス・バファローズ6回戦（ほっともっとフィールド神戸）、4回表に井川慶から中前安打
- 初打点：2014年4月19日、対東北楽天ゴールデンイーグルス5回戦（楽天koboスタジアム宮城）、2回表に塩見貴洋から中前適時打
- 初本塁打：2014年5月20日、対中日ドラゴンズ1回戦（札幌ドーム）、7回裏に石井裕也の代打で出場、ネルソン・パヤノから中越2ラン
- 初盗塁：2015年8月26日、対埼玉西武ライオンズ21回戦（札幌ドーム）、1回裏に二盗（投手：菊池雄星、捕手：炭谷銀仁朗）

### 背番号
- 49（2012年 - 2018年）
- 36（2019年 - 2023年7月3日）
- 50（2023年7月4日 - 同年終了）
- 23（2024年 - ）

### 登場曲
- 「もんじゃいビート」関ジャニ∞[11]（2016年 - 2019年）
- 「GOOD BOY」BIGBANG（2016年 - 2017年8月）
- 「パラダイブ」Da-iCE（2017年9月 - 2019年）
- 「BACK TO BACK」Da-iCE（2020年 - ）
- 「D.D.」Snow Man（2020年 - 2020年8月）
- 「Dynamite」BTS（2020年9月 - 同年終了）
- 「かつて天才だった俺たちへ」Creepy Nuts（2021年）
- 「keep on」IKKI（2022年 - ）